# Robert Davenport
Robert Davenport (fl 1623 - 1640) was een Engels toneelschrijver die actief was ten tijde van Jacobus I.
Over Davenports leven is niets met zekerheid bekend. Slechts drie stukken zijn van hem bewaard gebleven, een tragedie en twee komedies. King John and Matilda (datum onbekend) is gebaseerd op materiaal dat eerder was gebruikt door Henry Chettle en Anthony Munday. De komedies City-Night-Cap uit 1624 en A New Tricke to Cheat the Divell (ca. 1639) zijn zelden opgevoerd.
Het werk van Davenport werd verzameld door A.H. Bullen en werd uitgegeven in 1890.
- Gemeinsame Normdatei: 123765978
- International Standard Name Identifier: 0000 0000 5281 8630
- Library of Congress Control Number: n79018192
- Nederlandse Thesaurus van Auteursnamen: 070603715
- LIBRIS: 290901
- Virtual International Authority File: 267271833
- WorldCat: E39PBJvCKhGpVtPbG6PTD3dqQq